# Stanley Jordan
Stanley Jordan (* 31. července 1959, Chicago, Illinois, USA) je americký jazzový kytarista a pianista, používající pianistický způsob hry na kytaru tzv. obouručný tapping.

## Diskografie
- Touch Sensitive, Tangent Records (1982)
- Magic Touch, Blue Note (1985)
- Standards, Vol. 1 (1986)
- Flying Home (1988)
- Cornucopia (1990)
- Stolen Moments (1991)
- Bolero (1994)
- The Best of Stanley Jordan (1995)
- Stanley Jordan Live in New York (1998)
- Relaxing Music for Difficult Situations, I (2003)
- Ragas (2004)
- Dreams of Peace (2004)
- State of Nature (2008)